# Triángulo de Perkin

Triángulo de Perkin.

El Triángulo de Perkin es un aparato especializado para realizar la destilación de materiales sensibles al aire. Su nombre hace honor a William Henry Perkin Jr., cuyo diseño poseía una forma aproximadamente triangular. La figura adjunta muestra una versión más moderna en la cual las válvulas de vidrio han sido reemplazadas por válvulas modernas con cierre estanco al aire construido en Teflón.
Algunos compuestos no solo poseen elevados puntos de ebullición pero sino que también son sensibles al aire. Para ellos es posible utilizar un sistema de destilación simple, en el cual el vacío se reemplaza con un gas inerte luego que finaliza la destilación. Sin embargo, este no es un sistema óptimo si se desea extraer fracciones a una presión inferior. Para poder realizar esta operación se agrega un adaptador en el extremo del condensador, o si se desean obtener resultados de mejor calidad o si los compuestos son en extremo sensibles al aire entonces se puede utilizar un triángulo de Perkin.